# Oxypogon
Oxypogon is een geslacht van vogels uit de familie kolibries (Trochilidae) en de geslachtengroep Lesbiini (komeetkolibries). Er zijn vier soorten:
- Oxypogon cyanolaemus – Blauwbaardhelmkolibrie
- Oxypogon guerinii – Groenbaardhelmkolibrie
- Oxypogon lindenii – Witbaardhelmkolibrie
- Oxypogon stuebelii – Purperbaardhelmkolibrie